# Lang Son (provincie)
Lang Son (vietnamsky Lạng Sơn) je provincie na severu Vietnamu. Žije zde přes 750 tisíc obyvatel, hlavní město je Lang Son.

## Geografie
Provincie leží na severu Vietnamu. Její území je velmi hornaté. Sousedí s provinciemi Cao Bang, Quang Ninh, Thai Nguyen, Bac Kan a Bac Giang. Na sveru sousedí s čínskou provincii Kuang-si.